# Brændkjærkirken
Brændkjærkirken är en kyrka som ligger strax söder om Koldingfjorden i staden Kolding, Kolding kommun i södra delen av Jylland.

## Kyrkobyggnaden
Kyrkan med tillhörande lokaler uppfördes i tre etapper efter ritningar av arkitekt Henning Noes-Pedersen. Första etappen påbörjades 7 maj 1965 och invigningen av den första kyrkan genomfördes 24 april 1966. Denna ursprungliga kyrka utgör kor och krypta i nuvarande kyrka. Andra etappen påbörjades 31 augusti 1969 då tornet tillkom och kyrkan fick sin nuvarande form. 4 juli 1971 togs kyrkan i bruk. Tredje etappen påbörjades 11 juni 1980 då konfirmandlokaler, kontor, kök, toaletter, arkiv m.m. tillkom. Lokalerna togs i bruk i april 1981. Ritningarna till tredje etappen var gjorda av arkitekt Kristian Mikkelsen.
Brændkjærkirken är byggd på en höjd 38 meter över fjorden. Den består av ett långhus med kor och altare i söder och ingång i norr. I nordöst finns ett fristående klocktorn som är en slank koppartäckt spetsig spira. I tornet hänger fyra klockor.

## Inventarier
- Altare, predikstol och dopfunt är gjutna i betong. Altartavlan är utförd i armerad polyester och belagd med bladguld.
- Orgeln med 28 stämmor, tre manualer och pedal är tillverkad i etapper 1971 och 1976 av Marcussen & Søn i Åbenrå.
- År 1978 sattes vita gardiner upp vid södra väggens glasfönster för att dämpa och reglera inkommande ljus.

## Bildgalleri

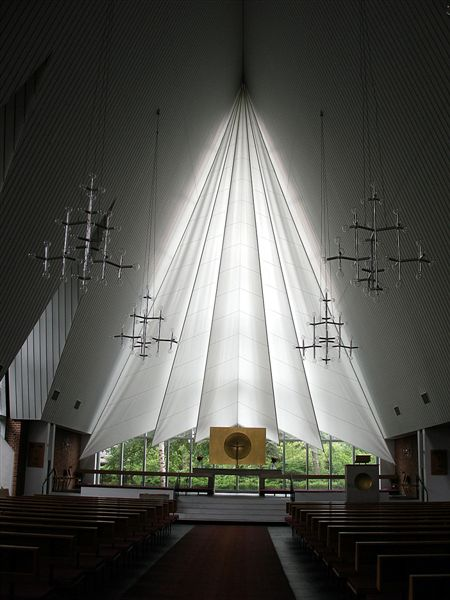
Kyrkorum mot altare
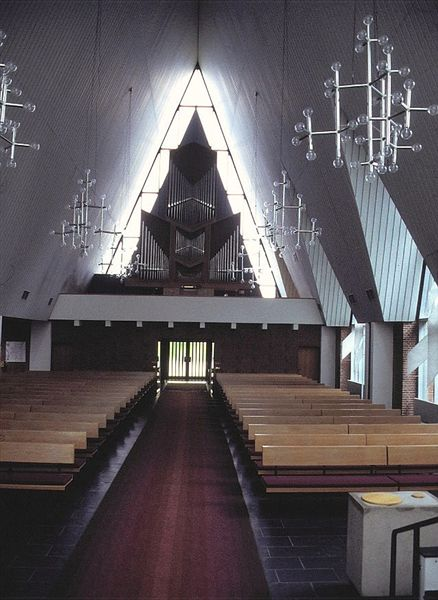
Kyrkorum mot ingång
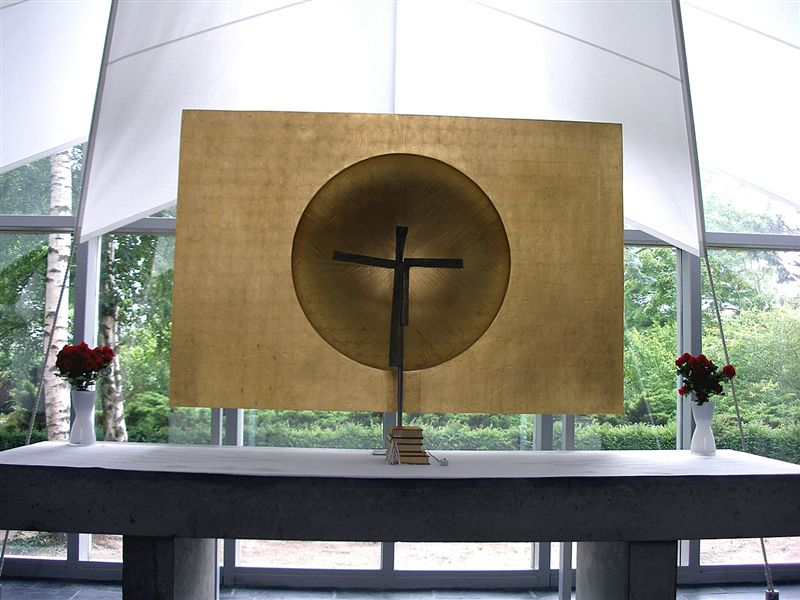
Altartavla
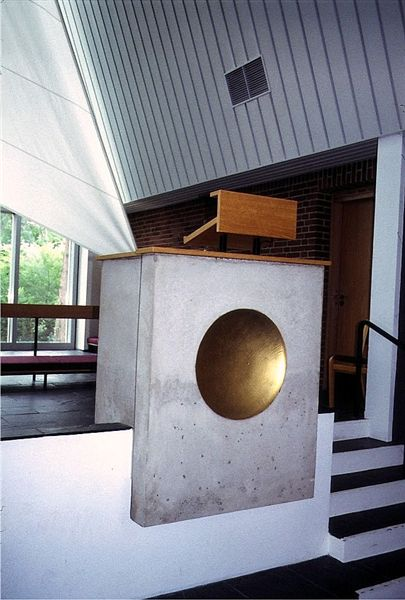
Predikstol
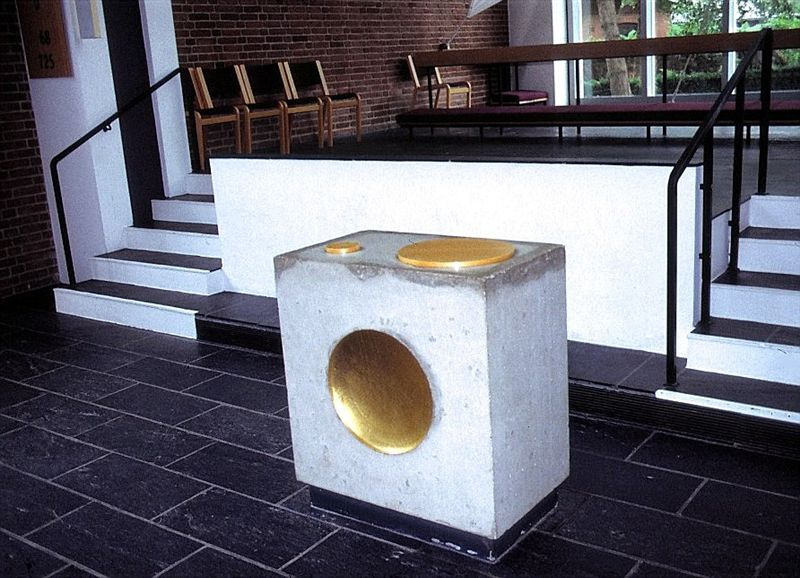
Dopfunt
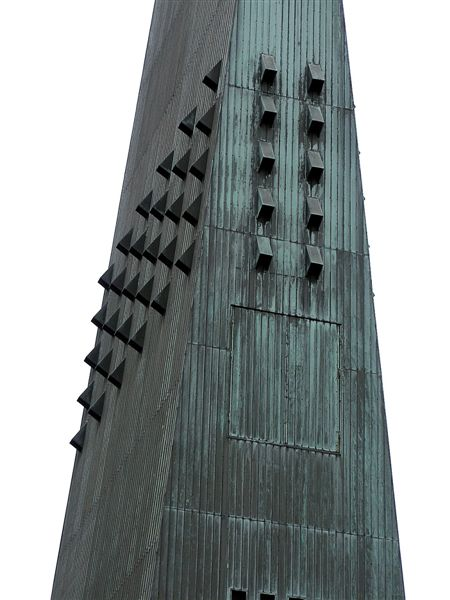
Detalj av klocktornet